# Кальтенбах, Иоганн Генрих
Иога́нн-Ге́нрих Ка́льтенбах (нем. Johann-Heinrich Kaltenbach; 1807—1876) — немецкий энтомолог.
Был преподавателем в различных средних учебных заведениях Германии. В Ахене и на территориях около него изучал энтомологию и ботанику. 
Двумя главными научными трудами Кальтенбаха являются «Pflanzenfeinde aus der Klasse der Insecten» (1856—1860) и «Monographie der Familie der Pflanzenläuse. I Theil. Blatt und Erdlaüse» (1873), касающиеся вредоносных насекомых и систематики тлей.